# Ashley McKenzie
Ashley McKenzie (* 17. července 1989 Londýn) je britský a anglický zápasník – judista.

## Sportovní kariéra
Vyrůstal v londýnské části Hackney. V dětství u něj byla diagnostikována hyperkinetická porucha. K judu se dostal přes spolužáka, který ho šikanoval. S judem začínal v klubu Moberly. Ve svých 15 letech se poprvé objevil v britské juniorské reprezentaci a prošel všemi výběry až do seniorské kategorie. Jeho osobním trenérem je Luke Preston. V roce 2012 startoval na domácích olympijských hrách v Londýně, kde nestačil v úvodním kole na Japonce Hiroaki Hiraoku. V roce 2016 se kvalifikoval na své druhé olympijské hry v Riu a prohrál ve druhém kole s Kazachem Jeldosem Smetovem.

### Vítězství
- 2011 - 2x světový pohár (Varšava, Liverpool)
- 2012 - 1x světový pohár (Apia)
- 2013 - 1x světový pohár (Montevideo)
- 2014 - 1x světový pohár (Montevideo)

## Výsledky
| Olympijské hry     |    |   |    | — |     |     |     | úč. |     |     |     | úč. |     |     |     |  |  |  |  |  |  |  |  |  |  |  |  |
| Mistrovství světa  | —  |   | —  |   | úč. | úč. | úč. |     | úč. | úč. | —   |     | úč. | úč. |     |  |  |  |  |  |  |  |  |  |  |  |  |
| Evropské hry       |    |   |    |   |     |     |     |     |     |     | úč. |     |     |     | úč. |  |  |  |  |  |  |  |  |  |  |  |  |
| Mistrovství Evropy | —  | — | —  | — | —   | —   | úč. | úč. | 3.  | 5.  | úč. | úč. | úč. | 3.  | úč. |  |  |  |  |  |  |  |  |  |  |  |  |
| ME do 23 let       | —  | — | —  | — | 3.  | 1.  | —   |     |     |     |     |     |     |     |     |  |  |  |  |  |  |  |  |  |  |  |  |
| ME juniorů         | —  | — | 3. | — |     |     |     |     |     |     |     |     |     |     |     |  |  |  |  |  |  |  |  |  |  |  |  |
| ME dorostenců      | 3. |   |    |   |     |     |     |     |     |     |     |     |     |     |     |  |  |  |  |  |  |  |  |  |  |  |  |